# José de Sigüenza
José (Martínez) de Espinosa, més conegut com a Fray José de Sigüenza (Sigüenza, 1544 - El Escorial, 22 de maig de 1606), habitualment citat com Padre Sigüenza, va ser un monjo de l'Orde de Sant Jeroni, historiador, poeta i teòleg espanyol.

## Biografia
Era fill il·legítim del clergue Asensio Martínez i de la vídua Francisca de Espinosa. El 1561 començà a estudiar Arts a la Universitat de Sigüenza. Va prendre els hàbits de l'Orde dels jerònims al Monestir de Santa María del Parral, de Segòvia, el 16 de juny de 1566; canvià el seu nom pel de José de Sigüenza.
El rei Felip II el va nomenar el seu conseller i bibliotecari del Monestir de l' Escorial.
A l'Escorial ajudà Benito Arias Montano i a fray Juan de San Jerónimo a catalogar la biblioteca. Va dissenyar el programa dels frescos de les voltes del sostre realitzats pel pintor Peregrín Tibaldi i els seus deixebles.
Per certes enveges que van aixecar els seus populars sermons que seguien les orientacions de Benito Arias Montano, va ser portat davant la Inquisició a Toledo el 3 d'abril de 1592 del que va sortir amb una simple amonestació. Bartolomé Carducho en pintà el seu retrat el 1602.

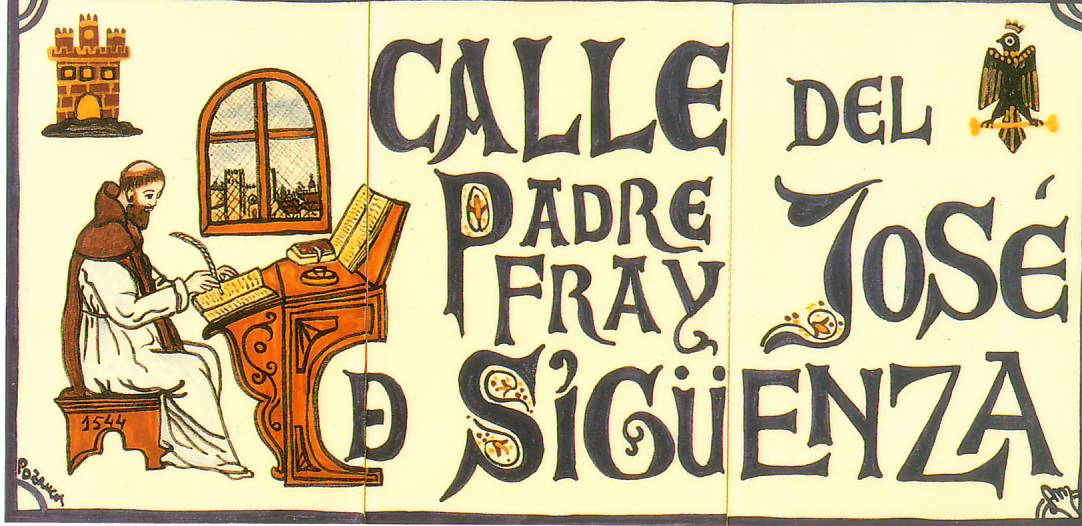
Placa de carrer a Sigüenza.

## Obres
- Historia de la Orden de San Jerónimo (1595-1605)
- Vida de San Gerónimo, Doctor de la Santa Iglesia (1595).
- Instrucción de maestros y escuela de novicios
- Arte de perfección religiosa y monástica
- Commentaria a Sant Tomàs d'Aquino